# جویانگران
چویانگَران یا جویانگران جماعت و شهرکی در کشور تاجیکستان است که در ناحیهٔ وحدت ناحیه‌های تابع جمهوری قرار دارد. جمعیت این جماعت ۱۳۰۷۰ است.